# Verkaufswagen

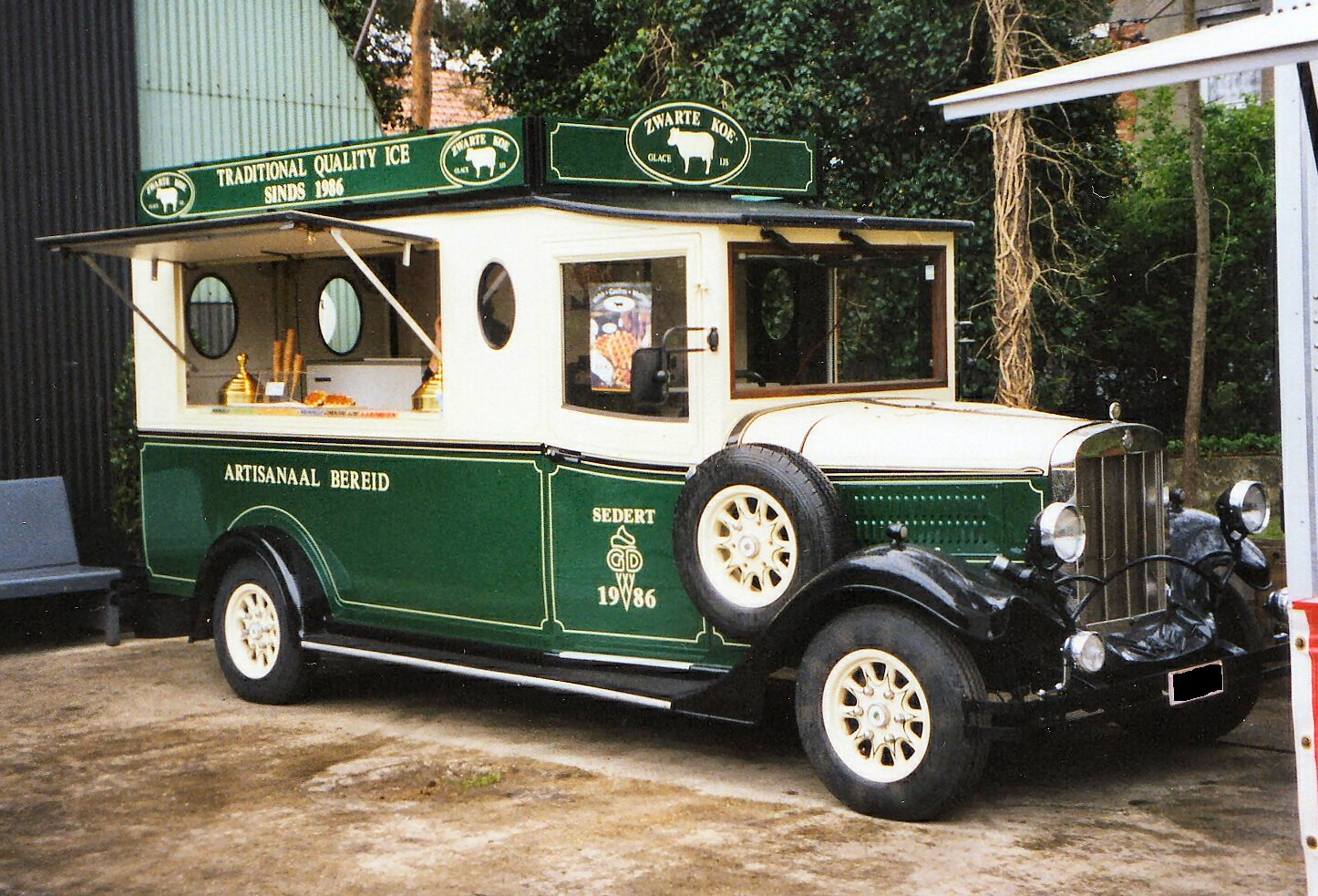
Ein Eis-Verkaufswagen

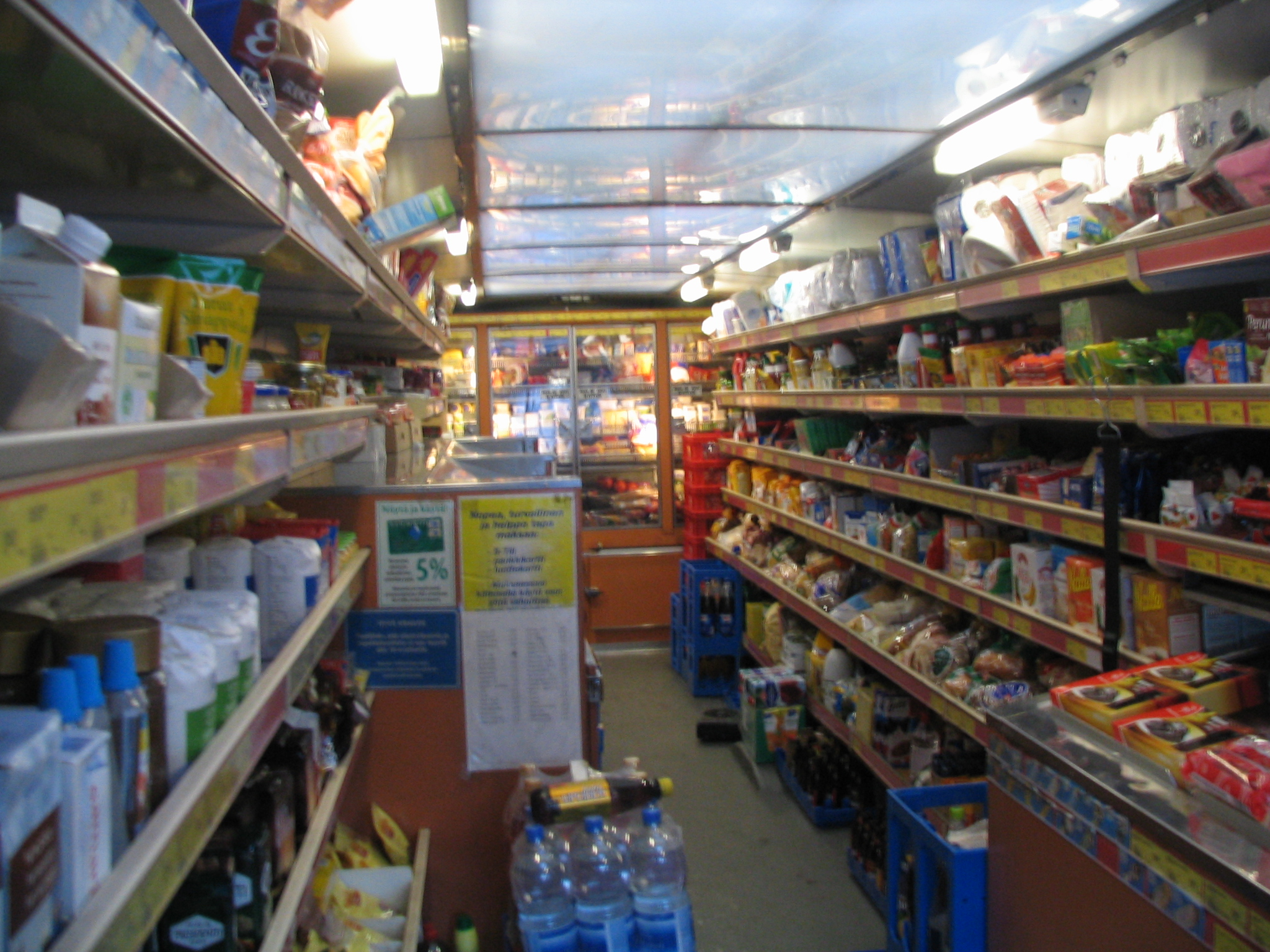
In einem Lebensmittel-Verkaufswagen („fahrbarer Supermarkt“)

Ein Verkaufswagen ist ein fahrbarer Laden zum Verkauf von Waren, insbesondere von Lebensmitteln. Sein charakteristisches Merkmal ist die Mobilität: Verkaufswagen können – im Gegensatz zum stationären Handel in Ladengeschäften in Gebäuden – kurzfristig an beliebige Orte bewegt, dort abgestellt und später wieder weggefahren werden.

## Funktion und Einsatz

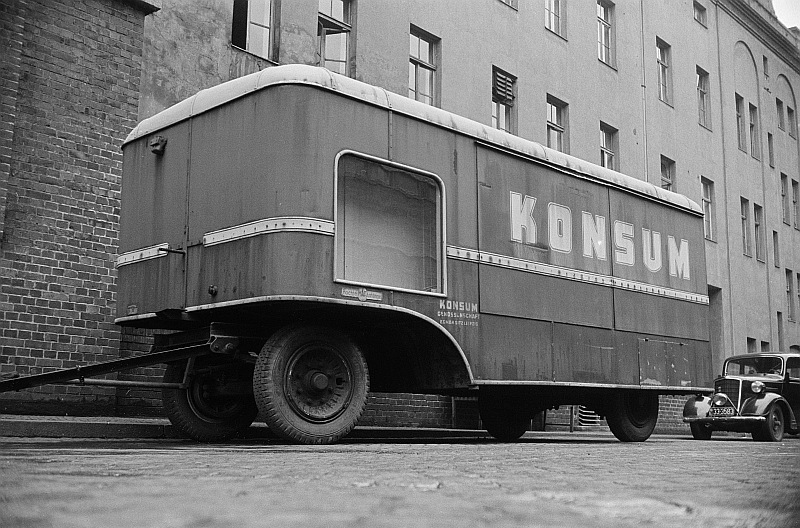
Anhänger als Verkaufswagen: mobiler Supermarkt „Konsum“

Verkaufswagen eignen sich daher besonders gut für die Versorgung von Veranstaltungen wie Jahrmärkte und Volksfeste. Auch die Bedienung mehrerer Orte an einem Tag ist möglich.
Verkaufswagen sind üblich bei Jahrmarkthändlern (z. B. zum Verkauf von Kleidung), Schaustellern (z. B. Würstchenbude) und ländlichen Lebensmittelversorgern (z. B. mobiler Supermarkt, fahrender Fleischerladen). Werden Lebensmittel verkauft, insbesondere Speiseeis, so verfügen Verkaufswagen in der Regel über Kühlvorrichtungen.

## Arten
Man kann Verkaufswagen danach unterscheiden, ob sie in selbstfahrender Bauweise ausgeführt sind (mit eigenem Motor) oder als Anhänger, der zur Fortbewegung einen Motorwagen als Zugfahrzeug benötigt. Bei Anhängern waren früher häufig nachträglich zum Verkaufswagen umgebaute Wohnwagen anzutreffen; selbstfahrende Verkaufswagen werden von spezialisierten Nutzfahrzeugherstellern zum Beispiel auf Basis von Kleintransportern, Lastwagen oder Omnibussen angefertigt.
Das Vertriebsmobil ist ein Verkaufswagen der DB Vertrieb GmbH, einer Tochtergesellschaft der Deutschen Bahn AG.

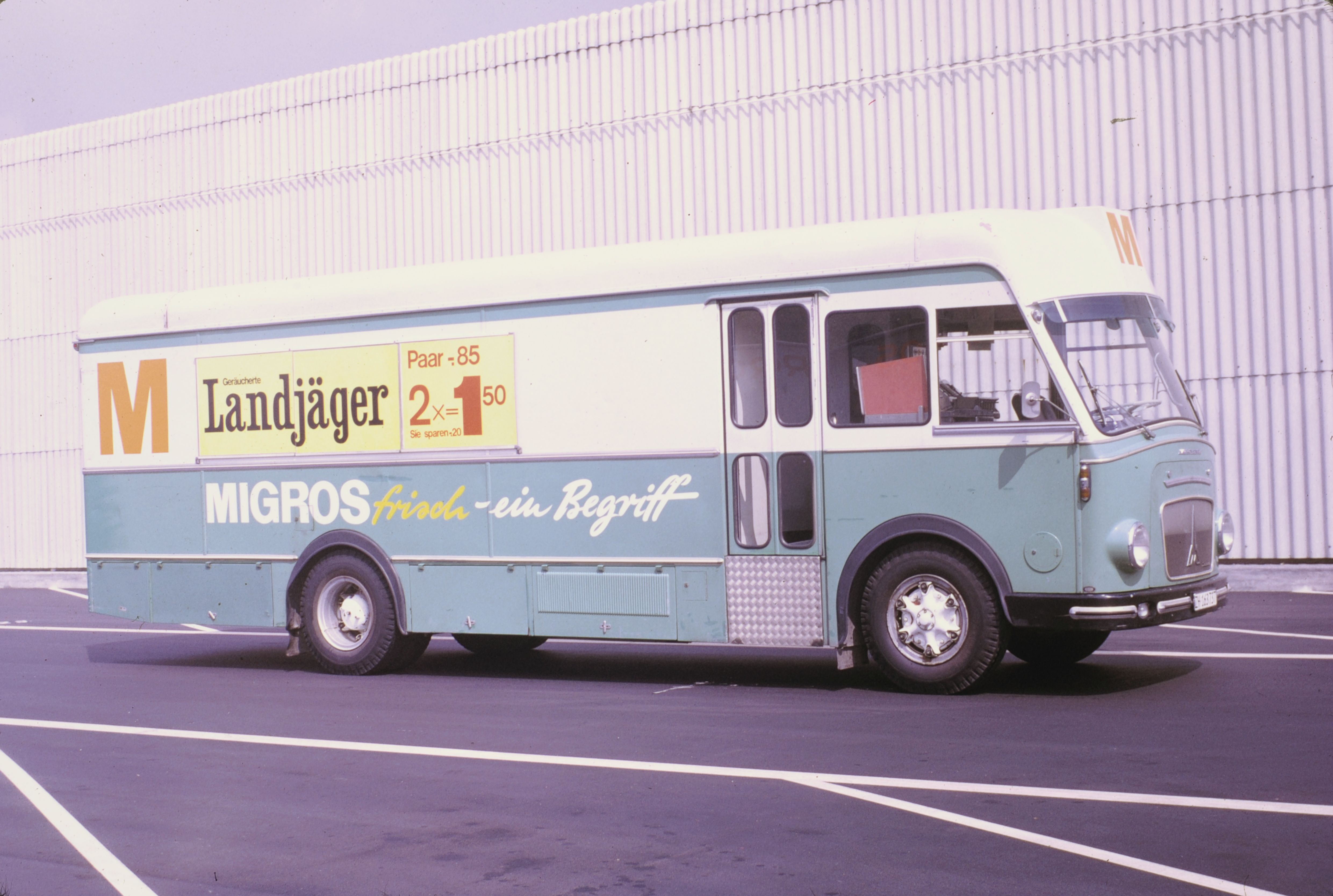
Verkaufswagen der Migros

## Migros
In der Geschichte der Schweizer Genossenschaft Migros spielten die Verkaufswagen von Anfang an eine entscheidende Rolle. Der Höhenpunkt wurde Mitte der 1960er Jahre mit 144 Stück erreicht. Noch weit bis in die 1980er Jahre wurden damit freilich selbst in mit Filialen gut erschlossenen Grossstädten abgelegenere dicht besiedelte Gebiete versorgt.
Heute ist deren Betrieb eingestellt, doch Migros-Verkaufswagen fuhren bis zum Ende des 20. Jahrhunderts. 2007 wurde deren Betrieb schließlich auch im Kanton Wallis aufgegeben. Im Schweizer Verkehrshaus Luzern befindet sich heute ein Exemplar.
Im Jahr 2009 wurde beschlossen, die einst beliebten Verkaufswagen wieder zu Marketingzwecken einzusetzen. Bislang (Juli 2017) konnten aus der bereits vollständig abgestossenen Flotte sechs Exemplare der letzten Generation von Privaten rückerworben und renoviert werden, die nun bei besonderen Anlässen wie auch als Ersatz für wegen Umbauten vorübergehend geschlossene Filialen eingesetzt werden.